# Eton Place Dalian
Eton Place Dalian (大连 中心 ‧ 裕 景) es un complejo de rascacielos en construcción en Dalian, en la provincia china de Liaoning. La Torre 1 fue inaugurada en 2016. Con una altura de 383 metros y 80 pisos, es actualmente el edificio más alto de la ciudad. La segunda torre alcanza una altura de 279 metros y 62 pisos. La construcción del complejo comenzó en 2008. El diseñador de las torres es el estudio de arquitectura NBBJ.